# هاگاسته
هاگاسته (به لاتین: Hagaste) یک منطقهٔ مسکونی در استونی است که در دهستان پوهالپا واقع شده‌است.